# KVLY-TV mast

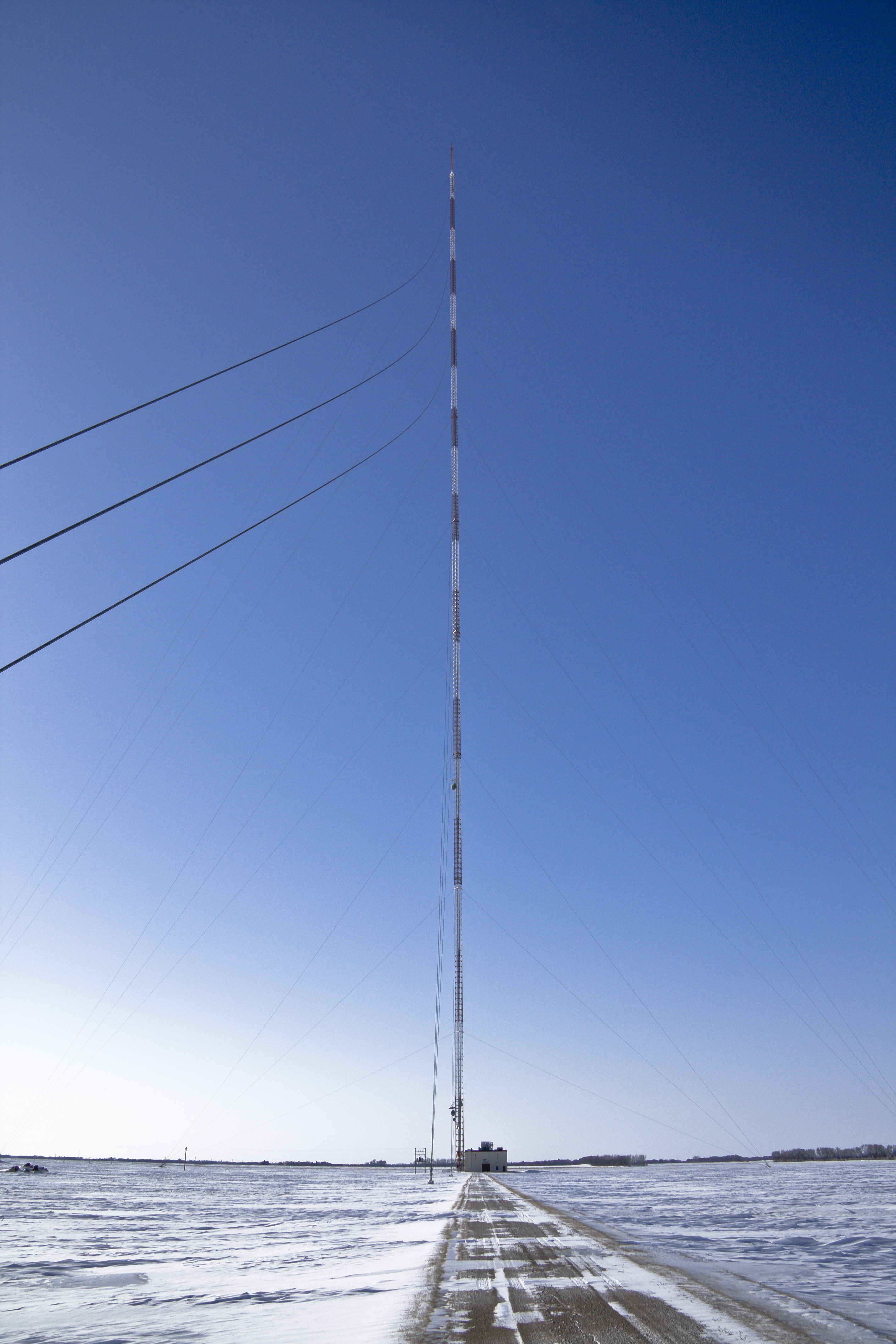
KVLY-TV-masten.

KVLY-TV mast (tidigare KTHI-TV mast) är en TV-mast utanför Blanchard i North Dakota, USA. Den används av Fargostationen KVLY channel 11. Med sina 628,8 meter är den för närvarande det fjärde högsta byggnadsverket i världen.
Masten färdigställdes 13 augusti 1963 och byggdes av Hamilton Directors och Kline Iron and Steel, och tog 30 dagar att färdigställa. Kostnaden uppgick då till $500 000 vilket motsvarar $3,2 miljoner i dagens pengavärde (2005).

## Strukturer av liknande höjd
- KXJB Tower (627,8 meter)
- KXTV/KOVR Tower (624,5 meter)